# 难解不等蛤
难解不等蛤（学名：Enigmonia aenigmatica），是莺蛤目银蛤科Enigmonia属的一种。主要分布于南海、新加坡、马来西亚、印度尼西亚、中国大陆，常栖息在潮间带、用足丝附着于红树枝干的阴暗处。